# 崇禧塔
崇禧塔位于中国广东省肇庆市端州区塔脚路石顶岗上，是一座楼阁式磚塔，明万历十年（1582年）由岭西副使王泮兴建。因西江水“滔滔而东，其气不聚，人才遂如晨星”，若建此塔，可使人才辈出，故造塔，塔名取“文运兴旺”、“鸿福无疆”之意，是一座风水塔。1962年被公布为第一批广东省文物保护单位。
1960年和1983年先后对塔进行了全面修缮，恢复了楼板，平座、瓦檐、栏杆等，并增建外围墙。
塔为楼阁式穿壁绕平座砖木塔，平面八角，总高57.5米，基座高1.84米，周长46.5米。其八角均有石雕“托塔力士”。力士像之间有“二龙戏珠”、“鲤跃龙门”、“双风朝阳”、“麒麟献瑞”等浮雕，塔外观9层，内17层，自下而上逐层减低收分。每层塔檐用琉璃瓦铺盖，檐角悬挂铜质风铃，共72个，塔内楼板均为木质，各层平座均有木护栏，漆以铁红色。底层至五层均有佛龛，其中首层外3个，二至五层明、暗层共46个。各层门洞为砖拱圭角形券门，由西北方向的乾清门进入塔内，逐层穿塔绕平座盘旋直至塔顶。